# Зимен дворец
Зимният дворец (на руски: Зимний дворец) (през 1918 – 1943 г. – Дворец на изкуствата) е императорски дворец в Санкт Петербург, служил като официална резиденция на династия Романови от 1732 до 1917 г. Разположен е на Дворцовия площад и от началото на XX век в него се помещава Държавният Ермитаж. Застроената му площ е 233 345 м²; в него има 1 500 стаи и 117 стълбища. Сградата на двореца (сегашната е пета поред) е построена през 1754 – 1762 г. от руския архитект от италиански произход Бартоломео Франческо Растрели. Днес е архитектурен паметник от руския барок с елементи на френско рококо в интериора.
От края на строителството му през 1762 г. до 1904 г. той е използван като официална зимна резиденция на руските императори. Преди пожара от 1837 г. в сградата са живели около 2000 души, а по време на престоя на императора дори повече. Достъпът до двореца (включително посещение на Диамантената стая, която до края на XIX век е част от личните покои на монарха) е бил разрешен за всеки, облечен подходящо (мъжете или във военна униформа, или във фрак). На големи празници като Великден, това изискване се премахвало – посетителите трябвало да имат само чист и спретнат вид.
През 1904 г. Николай II премества постоянната си резиденция от Зимния дворец в Александровския дворец в Царское село. По време на Първата световна война, от октомври 1915 г. до ноември 1917 г., в двореца е организирана болница на името на царевич Алексей Николаевич. По време на Февруарската революция, от юли до ноември 1917 г., в двореца се помещава Временното правителство. Щурмът на двореца през 1917 г., изобразен във филма Октомври на Сергей Айзенщайн от 1928 г., става символ на Октомврийската революция. След нея дворецът вече не е жилищна сграда, а в него се разполага основната изложба на Държавния Ермитаж (сградите на оригиналния Ермитаж, построени от Екатерина II след завършването на двореца, са свързани с него чрез проход). През януари 1920 г. в двореца е открит Държавният музей на революцията, който до 1941 г. споделя сградата с Държавния Ермитаж.
Зимният дворец и Дворцовият площад образуват архитектурен ансамбъл, един от основните туристически обекти в Санкт Петербург.

## История

### Предишни зимни дворци
Общо през периода 1711 – 1764 г. в града са построени пет зимни двореца на различни места. Първоначално Петър I живее в едноетажна къща, построена набързо през 1703 г. недалеч от Петропавловската крепост. След това са построени Сватбените палати от камък, сватбен подарък от Александър Меншиков за сватбата на Петър I с Екатерина Алексеевна – това е първият Зимен дворец.
През 1716 г. архитект Георг Матърнови (Georg Johann Mattarnovi) по нареждане на царя започва да строи нов Зимен дворец на ъгъла на Нева и Зимния канал (който тогава се нарича „Каналът на зимния дом“). През 1720 г. Петър I и цялото му семейство се преместват от лятната си резиденция в зимната си резиденция. През 1725 г. Петър умира в този дворец.
По-късно императрица Анна Ивановна намира Зимния дворец на Петър I за твърде малък и през 1731 г. поверява реконструкцията му на Бартоломео Франческо Растрели. Строителството е завършено през 1735 г. и Анна Ивановна се премества да живее там. Четириетажната сграда включва около 70 парадни стаи, повече от 100 спални, галерия, театър, голям параклис, много стълбища, сервизни и охранителни помещения, както и помещения за канцеларията на двореца. Почти веднага дворецът започва да се преустройва наново, да се разширява по протежение на поляната с технически сгради, навеси и конюшни. Там на 2 юли 1739 г. се състои годежът на принцеса Анна Леополдовна с принц Антон-Улрих. След смъртта на Анна тук е доведен младият император Иван Антонович, който остава тук до 25 ноември 1741 г., когато Елисавета Петровна поема властта в свои ръце.
При Елисавета продължава добавянето на помещения към двореца, в резултат на което към 1750 г. той „има пъстър, мръсен вид, недостоен за мястото, което заема“. На 1 януари 1752 г. императрицата решава да го разшири, като за целта са закупени съседни парцели. На новото място Растрели добавя нови сгради в същия стил. През декември 1752 г. императрицата желае да увеличи височината на Зимния дворец от 14 на 22 метра. Растрели е принуден да преработи проекта на сградата и предлага да я построи на ново място, но императрицата му отказва. В резултат на това архитектът решава да построи цялата сграда наново; Елисавета подписва новия проект на 27 юни 1754 г. За времето на строежа е направен временно нов, четвърти Зимен дворец на ъгъла на Невски проспект и Мойка, просъществувал между 1755 и 1762 г.

### Настоящ дворец
Строителството на петия (настоящ) дворец се извършва от 1754 до 1762 г. и това за времето си е най-високата жилищна сграда в Санкт Петербург с около 1500 стаи. Общата площ на двореца е около 60 хиляди м². Елисавета не доживява да види завършването на строителството; сградата приема Петър III на 6 април 1762 г. Украсата на фасадите е завършена, но много от вътрешните пространства все още не са готови. През лятото на 1762 г. Петър III е свален от престола и строителството на Зимния дворец е завършено при управлението на Екатерина II.
Най-напред императрицата отстранява Растрели и вътрешната украса на двореца е поверена на архитектите Ю. М. Фелтен, Дж. Б. Валин-Деламот и А. Риналди под ръководството на Бецкой.
През 1764 г. Екатерина II получава от Берлин 317 ценни картини на обща стойност 183 хиляди талера от частната колекция на Йохан Ернст Гоцковски (Johann Ernst Gotzkowsky, 1710 – 1775) за покриване на дълга му към княз Владимир Сергеевич Долгоруков. Тези картини са предимно на холандско – фламандската школа от първата половина на XVII век. Те поставят началото на колекциите на Ермитажа, и от тях са оцелели най-малко 96 картини. Картините са поставени в отделни апартаменти, които получават френското название „Ермитаж“ (място за уединение). От 1767 до 1775 г. за тях е построена специална сграда източно от двореца (Малък Ермитаж). В края на XVIII век работата по довършването на интериора на двореца е продължена от И.E. Старов и Дж. Кваренги.
Тъй като колекцията е отворена за посещения, но публиката трябва да мине през жилищните помещения, през 1790 г. с указ на Екатерина II е построена галерия-мост към Зимния дворец – „Залата на Аполон“, през която посетителите да заобиколят царските апартаменти. По същото време Кваренги издига нова Тронна зала (Георгиевска), открита през 1795 г. Старата тронна зала е превърната в апартаменти за наскоро оженения велик княз Александър. На мястото на предишните пет Антикамерни зали, построени от Растрели, са създадени Преддверието, Мраморната галерия (Голямото преддверие) и Концертната зала.
През 1826 г., по проект на К. И. Роси, пред Георгиевската зала е построена Военна галерия. В нея са изложени 330 портрета на генерали, участвали във войната от 1812 г., рисувани от Джордж Доу в продължение на почти 10 години. В началото на 1830 г. в източната сграда на двореца О. Монферан проектира Фелдмаршалската, Петровата и Гербовата зали.

### Пожар през 1837 г.
През 1837 г. в Зимния дворец избухва пожар. Не могат да го потушат 3 дни, през което време изнесеното от двореца имущество е поставено около Александровската колона. Успяват да спасят много вещи, пострадва само сградата, чието възстановяване се считало за невъзможно. От нея остават само каменните стени и сводът на 1-вия етаж.
Благодарение на архитектите В. П. Стасов и Александър Брюлов само след 2 г. сградата е възстановена. Тържеството по случай възстановяването на двореца се състои през март 1839 г. През 1844 г. Николай I издава указ за спирането на строителството в Санкт Петербург на къщи, по-високи от Зимния дворец. Те били длъжни да се строят с поне 1 сажен (2,134 м) по-ниски от него.
През 1869 г. в двореца е въведено газово осветление вместо свещи. През 1882 г. започва телефонизация на помещенията. През 1880-те години е изграден водопровод. През 1884 – 1885 г. в залите на двореца е изпробвано електрическо осветление, а от 1888 г. газовото осветление постепенно се заменя с електрическо. Затова във втора зала на Ермитажа построяват електрическа централа, която известно време е най-голямата в Европа.

### Монарси, обитавали двореца
Анна (1730 – 1740) възстановява Сант Петербург като имперска столица на Русия (преди това за кратко столица е Москва) и това остава така до 1918 г. Невръстният цар Иван IV, който я наследява на трона, скоро е свален чрез безкръвен преврат от внучката на Петър Велики Елисавета (1741 – 1762). Именно Елисавета избира Екатерина за съпруга на наследилия я на трона Петър III.
Екатерина Велика (1762 – 1796) няма щастлив брак, дори участва в преврат за убийството на мъжа си през 1762 г. Тя е най-тясно свързана с преустройствата и славата на Зимния дворец. Макар че след преврата показва на балкона на двореца престолонаследника Павел, тя узурпира властта и управлява Русия до смъртта си.
В първите дни на царуването си Павел I се разграничава от майка си и увеличава броя на стражите около Зимния дворец поради параноичен страх. Той не иска да живее в Зимния дворец и заповядва строежа на Михайловския замък (на руски: Михайловский замок), разположен на мястото, където е бил роден. Три дни след като се нанася в новата си резиденция, той е убит там през 1801 г. Наследен е на трона от 24-годишния Александър I, който управлява Русия по време на Наполеоновите войни, включително при нападението на Русия от Наполеон. След поражението на Наполеон през 1815 г. Александър попълва съдържанието на дворцовите колекции с отнетото от императрица Жозефина.
През 1825 г. на трона се възкачва братът на Александър Николай I. Настоящият изглед и разположение на Зимния дворец се оформят окончателно именно при неговото управление. Той успява бързо да възстанови двореца и след пожара от 1837 г.
Синът му Александър II (цар Освободител) обитава Зимния дворец не само със семейството си, но настанява там и любовницата си Екатерина Долгорукова, по-късно станала негова морганатическа съпруга. През 1880 г. срещу него е извършен неуспешен атентат в самия дворец, при който загиват войници от охраната.
След смъртта на царя, загинал след атентат, престола заема синът му Александър III. От съображения за сигурност той живее извън града в Гатчина, а когато посещава Петербург, отсяда в Аничковия дворец. Следващият цар Николай II живее в Зимния дворец до 1904 г., а след това се премества в Александровския дворец в Царское село. Зимният дворец остава място за тържествени приеми, парадни обреди и място за пребиваване на царя при кратки визити в града. След началото на Първата световна война сградата временно служи за лазарет.

## Архитектура
Триетажната сграда има формата на квадрат с вътрешен двор и четири крила с фасади, обърнати към Нева, Адмиралтейството и Дворцовия площад.
В архитектурата на настоящия Зимен дворец Б. Ф. Растрели следва своя уникален индивидуален стил, съчетаващ елементи от италианския барок, западноевропейския класицизъм, орнаментиката на рококо, модерна по време на Елисавета, и традициите на староруската архитектура, които архитектът внимателно изучава, докато пътува из Русия. В общата композиция на фасадите, особено на южната, обърната към Дворцовия площад, доминират композиционните принципи на класицизма: симетрия, триделно разделение на ризалити и преобладаване на хоризонталите. Тристранното разпределение осигурява симетрия: фасадите са разделени хоризонтално на три почти еднакви по височина етажа, а вертикално – на три ризалита, като всеки се състои също от три части. Всички фасади са главни, но са подредени по различен начин. Основният ризалит на южната фасада е прорязан от три входни арки (тук Растрели повтаря техниката на двореца в Стрелна, базиран на дизайна на J.-B. Leblon). Арките водят към вътрешния двор, където в центъра на северната сграда се намира главният вход.
Двойните стълби на висока основа (днес нивото на земята се е повишило значително) следват традициите на стила петробарок от времето на основаването на града. „Частната градина“ на западната фасада от тип курдоньор (на френски: cour d'honneur) с изпъкнали странични издатини издава влиянието на френския стил Луи XIV. Класическата симетрия на композицията се допълва от типични барокови техники: визуална флуктуация на равнината на стената поради светлосянката с помощта на скоби, групиране на колони в снопове, особено в ъглите на сградата, изпъкнали издатини, балюстради с вази и статуи на покрива. Първите модели на вази и статуи са направени през 1740-те години от австрийския скулптор И. Ф. Дункер, по-късно те са заменени с нови, а през 1892 – 1902 г. отново са заменени с метални (скулптори М. П. Попов, Д. И. Йенсен).
Групирайки колоните в ъглите, Растрели използва оригинална техника: колоните са разположени така, че ъгълът на сградата остава открит; това подобрява играта на светлина и сянка при всяко време и от всяка гледна точка. Общо, като се вземат предвид скобите и издатините, в сградата на двореца има 29 ъгъла! Растрели разработва сложен синкопиран ритъм на вертикални разделения чрез разнообразна обработка на прозоречните отвори на три модула: малка, средна и голяма ширина. Отворите за прозорци от 12 вида имат 22 вида леко различни рамки, допълнени от 32 вида скулптурна украса, включително пет вида капители и четири вида картуши.
Декоративните елементи на Растрели са характерни: „рокали с пера“, черупки, картуши с огромни „миди“ по краищата, понякога комбинирани с маски на лъвове. Те се различават от италианските и френските прототипи предимно по размер и мощна пластичност. Много елементи са направени от гипс с пълнител, „хвърлен“ директно върху стената, а само няколко са формовани по предварително направени модели. Всички архитектурни, декоративни и скулптурни техники създават типично бароково „вибрато“ (енергично, силно), живописно „трептене на равнината“ на фасадите и монументалност, съответстваща на идеите за представителност, тържественост, сила и величие.

### Цвят на фасадите и покривите
Преди пожара от 1837 г. няма фундаментални промени в цвета на двореца, с изключение на покрива, чийто цвят се променя от бяло-сив на червен през 1816 г. По време на ремонта след пожара за оцветяване на фасадата са използвани гасена вар, охра, италианско мумиийо и една част пръст от Олонецк (Карелия), която се използва като пигмент и има оттенък на слонова кост, докато покривът е боядисан в кафяво-червен цвят.
През втората половина на 1850-те – 1860-те години, при император Александър II, цветът на фасадите на двореца се променя. Охрата става по-плътна. Ордерната система (колоните) и пластичните декорации не са боядисани с друг цвят, но придобиват много лек тонален акцент. По същество фасадите се възприемат като монохромни.
През 1880-те години, при император Александър III, фасадите са боядисани в два цвята: плътна охра с добавка на червен пигмент и по-слаба теракотена тоналност. С възцаряването на Николай II през 1897 г. фасадите на Зимния дворец са боядисани в червено-кирпичен цвят без тонално открояване на колони и декорации. Именно на такъв фон се случват събитията през 1917 г. Всички сгради на Дворцовия площад са боядисани в същия цвят – щабът на Гвардейския корпус и Генералният щаб, което според архитектите от този период допринася за единството на ансамбъла. През 2011 г., по време на реставрацията на гаража в двора на Ермитажа, за фасадите му е използван именно историческият червено-теракотен цвят.
Теракотено-тухленият цвят на двореца се запазва до края на 20-те години на XX век, след което започва търсене на нова цветова схема. През 1927 г. е направен опит сградата да се боядиса в сиво, през 1928 – 1930 г. – в кафяво-сива цветова гама, а медните скулптури на покрива – в черно. През 1934 г. е направен първият опит за боядисване с оранжева блажна боя, като ордерната система на двореца е откроена с бяла боя, но блажната боя има отрицателен ефект върху каменните и гипсовите елементи и мазилката и през 1940 г. е премахната.
В началото на Великата отечествена война дворецът е боядисан с реверсивна лепилна сива боя с камуфлажна цел. През 1945 – 1947 г. специална комисия решава да боядиса стените на двореца с хромен оксид с добавяне на изумруден пигмент (оттам зеленият цвят); колони, корнизи, междуетажни фризове и дограми – в бяло; гипсова украса, картуши, капители – в охра, докато скулптурата остава черна.

### Дворцови входове
Първоначално Зимният дворец е имал седем входа, но не всички са оцелели. Три входа са били разположени на северната фасада с изглед към Нева (на Дворцовата набережна), два на южната фасада с изглед към Дворцовия площад, един на западната фасада с изглед към Адмиралтейството и още един в Големия двор.

### Зали
Почти никои от оригиналните интериори на Растрели не са достигнали до нас: по време на пожара през 1837 г. е изгоряла цялата декорация на залите. Запазени са само носещите тухлени стени на двореца и полуколоните в галериите на първия етаж.
Някои от по-известните зали в двореца са били:
- Галерия Йордан
- Йорданско стълбище
- Зали от парадната анфилада към Нева (вкл. Николаевска зала и Концертна зала)
- Малахитова гостна
- Малка (бяла) трапезария
- Малка църква
- Голяма анфилада (вкл. Фелдмаршалска зала, Петровска зала, Гербова зала, Пикетна зала, Военна галерия от 1812 г., Георгиевска зала, Александровска зала)
- Голяма църква
- Октомврийско (Главно) стълбище
- Покои на императрица Мария Александровна
- Апартаменти на престолонаследника